# Rivera (Buenos Aires)
Rivera is een plaats in het Argentijnse bestuurlijke gebied Adolfo Alsina in de provincie Buenos Aires. De plaats telt 3.036 inwoners.